# T-Kopf-Motor

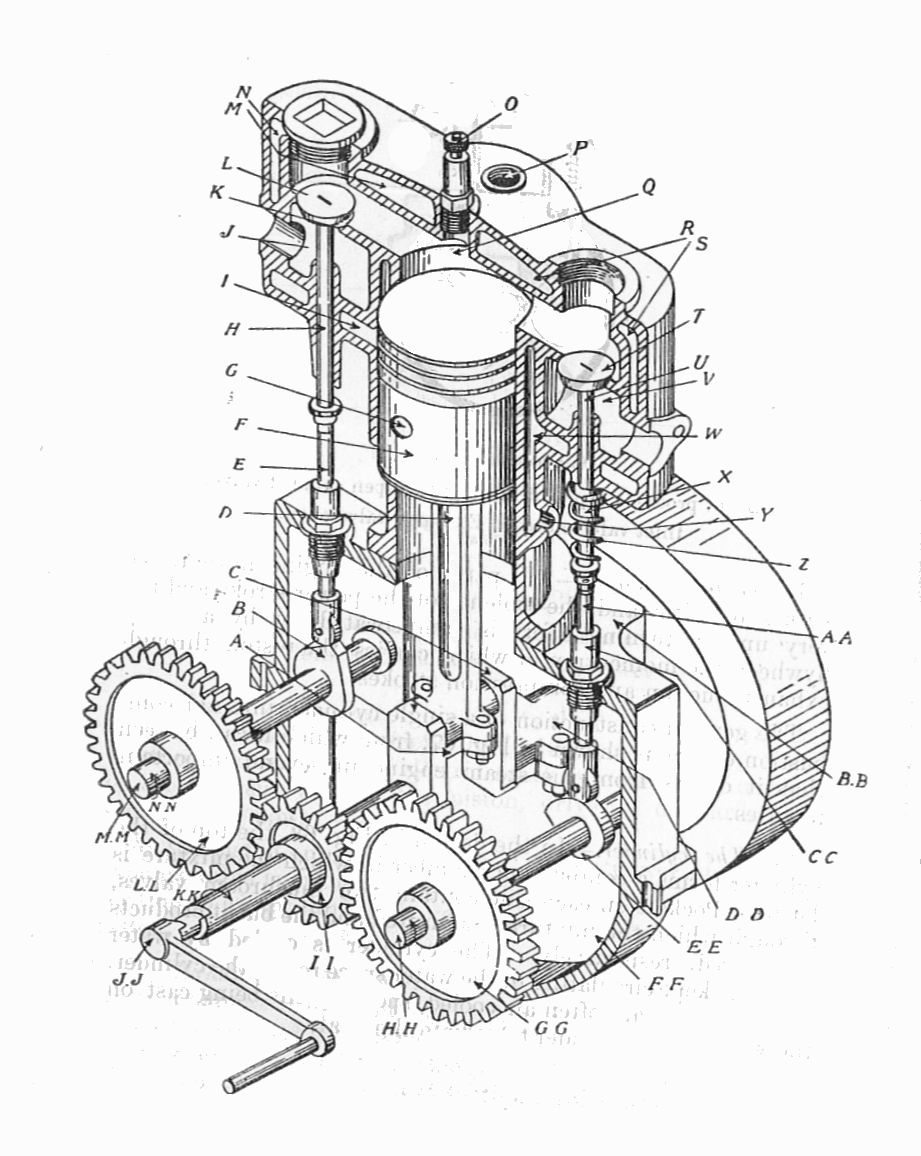
Querschnitt durch einen T-Kopf Einzylindermotor (1911)

Der T-Kopf-Motor war eine Bauweise der Ventilsteuerung bei einem Viertaktmotor. Die Ventile waren zu beiden Seiten des Zylinders angeordnet, der Zylinderraum hatte dabei im Schnitt die Form des Buchstabens „T“. Ludwig Apfelbeck bezeichnete dies auch als „Hammer-Zylinderkopf“. 
Einlass- und Auslassventil waren stehend auf gegenüberliegenden Seiten neben dem Kolben eingebaut und wurden mit jeweils einer untenliegenden Nockenwelle betätigt. Dem konstruktiven Mehraufwand von zwei Nockenwellen stand der Vorteil der Querstromspülung gegenüber. 
Der erste Motor mit T-Kopf-Ventilsteuerung war in Wilhelm Maybachs Mercedes 35 PS von 1901 eingebaut. Weitere Marken waren Panhard & Levassor, Hotchkiss, Delahaye, Chadwick, Marquette, Packard (1906–1912), Società T.A.U. oder Mercer. T-Kopf-Motoren hielten sich im Nutzfahrzeugbereich länger, so verwendete sie American LaFrance bis 1950. Der T-Kopf-Motor kam auch in wenigen einspurigen Motorfahrzeugen zum Einsatz, so z. B. bei der amerikanischen Pierce von 1907.
Durch die Weiterentwicklung des Motorenbaus und das Aufkommen von klopffesteren Treibstoffen im Verlauf des vorigen Jahrhunderts wurden T-Kopf-Motoren durch die billiger und leichter herzustellenden L-Kopf-Motoren (beide Ventile auf der gleichen Seite, nur eine Nockenwelle erforderlich) verdrängt. 